# Lonesome Jim
Lonesome Jim är en amerikansk komedi/dramafilm från 2005 regisserad av Steve Buscemi. Medverkar gör bland andra Casey Affleck och Liv Tyler.

## Handling
Den aspirerande författaren Jim (Casey Affleck) återvänder nedstämd till föräldrahemmet i ett gruvsamhälle, efter att det förväntade livet i New York inte blev som han hade tänkt sig. 

## Om filmen
Lonesome Jim premiärvisades på 2005 års Sundance Film Festival där den också var nominerad till "the Grand Jury Prize".